# Adolphe Aumeran
Adolphe Aumeran, né le 1er novembre 1887 à Philippeville, aujourd'hui Skikda (Algérie) et mort le 28 février 1980 à Saint-Mandé (France) est un général et homme politique français, titulaire de la Silver Star. 
Titulaire de quatorze citations, il combat lors de la Première puis de la Seconde Guerre mondiale au cours de laquelle, colonel, il s'illustre au commandement du 9e régiment de zouaves (9e RZ)  lors de la libération de la France et de la campagne d'Allemagne en 1944-1945, et  reçoit la Silver Star américaine,. 
Député d'Alger de 1946 à 1955, il est l'auteur du dépôt de la question préalable qui entraîne l'échec du projet de la Communauté européenne de défense (CED) en août 1954.

## Décorations

### Françaises
- Commandeur de la Légion d'honneur à titre militaire (7 mai 1945)[4]
  - Officier de la Légion d'honneur
  - Chevalier de la Légion d'honneur à titre militaire en juillet 1917 
    - Citation : « Aumeran Adolphe, capitaine de réserve au 3e régiment de marche de zouaves, officier d’une bravoure exemplaire. Dans la journée du 16 avril 1917, ayant pris le commandement de son bataillon privé de son chef, a montré de réelles qualités d’énergie et de sang-froid. Grièvement blessé, au cours de l’action, a supporté ses souffrances avec la plus belle force d’âme. Déjà deux fois cité à l’ordre. »[5]
- Croix de guerre 1914–1918   (6 citations)
- Croix de guerre 1939–1945  (8 citations)

### Américaines
- Silver Star (1945)
  - Citation : « Magnifique guerrier, incarnation des plus belles vertus militaires et civiques, qui a su insuffler à son Régiment au passé déjà lourd de gloire, son courage et son audace. A été l'un des principaux artisans de la Libération de l'Alsace, en rompant par une manœuvre audacieuse, en trois jours d'héroïques combats, le dispositif adverse dans la région d'Ecurcey, Hérimoncourt. Enfonçant les lignes sur un front de 5 kilomètres et une profondeur de 9 kilomètres, surprenant et désemparant l'ennemi par la rapidité de sa manœuvre, ne lui laissant pas le temps matériel de réaliser les destructions qu'il projetait, a ouvert aux blindés la trouée de Belfort et la route du Rhin. A montré une fois de plus les plus belles qualités de technicien et de chef hardi à l'occasion de la manœuvre de la Forêt-Noire où il surprend, bouscule et désorganise le dispositif ennemi, s'emparant de Schollbronn et de Schluttembach le 9 avril, de Sulzbach et de Malsch le 10, de Gaggenau le 11, de Baden-Baden le 12, le Buhlertal le 13, de Forbach le 14, de Rosmunsach le 15, de Hundspach le 16. N'a laissé aucun répit à l'adversaire, l'attaquant sans relâche et sans  trève, tuant un nombre considérable d'ennemis, en capturant un plus grand nombre encore, enlevant un matériel important. Belle figure de chef et de héros »[3].

## Sources biographiques
- Notice biographique de Adolphe, Léon, Gustave Aumeran 1887 - 1980, site assemblee-nationale.fr. Lire en ligne.
- « Le général Adolphe Aumeran, libérateur de Munster en 1945, éminent agronome, grand soldat des deux guerres, diplomate et homme politique » in Annuaire de la Société d'histoire du val et de la ville de Munster, 1975, pp. 92-108.  Lire en ligne.